# فاير فون (هاتف)
فاير فون (بالإنجليزية: Fire Phone) هو هاتف ذكي متوقف عن الإنتاج يدعم تقنية ثلاثية الأبعاد، [الإنجليزية] طورته شركة أمازون وصُنع بواسطة شركة فوكسكون. تم الإعلان عنه في 18 يونيو 2014، وكان بمثابة أول دخول لشركة أمازون إلى سوق الهواتف الذكية، بعد النجاح الذي حققه جهاز كيندل فاير. كان متاحًا للطلب المسبق في اليوم الذي تم الإعلان عنه. في الولايات المتحدة، تم إطلاقه كإصدار حصري لشركة إيه تي & تي [الإنجليزية] في 25 يوليو.
يتميز هذا الهاتف بميزة مميزة وهي «المنظور الديناميكي» باستخدام أربع كاميرات أمامية ومقياس جيروسكوب لتتبع حركات المستخدم، كما يعمل نظام التشغيل فاير أو إس على ضبط واجهة المستخدم بحيث يعطي انطباعًا بالعمق والثلاثية الأبعاد. تشمل خدمات أمازون الأخرى الجديرة بالملاحظة على الهاتف الأشعة السينية [الإنجليزية]، المستخدم لتحديد المعلومات حول الوسائط والعثور عليها؛ ومايداي، أداة خدمة العملاء على مدار 24 ساعة؛ وفايرفلاي، وهي أداة للتعرف تلقائيًا على النصوص والأصوات والأشياء، وتوفر طريقة لشراء العناصر المعترف بها من خلال متجر أمازون عبر الإنترنت.
لقد تلقى الهاتف آراء متباينة. أشاد النقاد بمنظور المنظور الديناميكي، وفايرفلاي، وإلى حد أقل، سماعات الرأس المعبأة، ولكنهم سخروا من التصميم والبناء، وإصدار فاير أو إس من نظام التشغيل أندرويد، والمواصفات، والحصرية لشركة إيه تي & تي. لا تنشر أمازون أرقام المبيعات لأي من أجهزتها، ولكن استنادًا جزئيًا إلى انخفاض أسعارها بسرعة والإعلان عن خسارة قدرها مليون US$170، حكم المحللون على الجهاز بأنه فشل تجاري. أوقفت أمازون إنتاج هاتف فاير فون في أغسطس 2015 وأوقفت المبيعات بعد فترة وجيزة.

## التاريخ

### التطوير
كان هناك شائعات حول أن هاتف فاير فون كان قيد التطوير لعدة سنوات قبل إصداره. يقال أن أمازون بدأت العمل على الهاتف في عام 2010، وعرضت نموذجًا أوليًا لشركة إيه تي & تي في عام 2011. ظهر أول ذكر لهاتف محتمل من تصميم أمازون في صحيفة نيويورك تايمز في أغسطس 2010، حيث زعم مصدر داخل مختبر 126 أن «دخول سوق الهواتف المحمولة... بدا بعيدًا عن متناول أمازون. لكن... أمازون لم ترفض نهائيًا فكرة تصنيع هاتف في المستقبل.» بعد ذلك بوقت قصير، ادعى البعض أن أمازون قد تشتري نظام التشغيل ويب أو إس من شركة هيوليت-باكارد، باستخدام برنامجها وبراءات اختراعها لإنشاء هاتف أمازون. وفقًا للموظفين الحاليين والسابقين في الشركة، بدأ مشروع هاتف فاير فون بعد أن أعلنت شركة أبل عن آيفون 4 في عام 2010، وكان اسمه الرمزي «تيتو» نسبة إلى جنس البومة. ويقال إن جيف بيزوس «... تصور قائمة من الميزات المذهلة... تقنية الاتصال قريب المدى للدفع بدون تلامس، والتفاعلات بدون استخدام اليدين للسماح للمستخدمين بالتنقل عبر الواجهة من خلال إيماءات في الهواء، وقبضة حساسة للقوة يمكنها الاستجابة بطرق مختلفة لدرجات مختلفة من الضغط الجسدي»، ومعظم هذه الميزات لم تنته في النهاية في المنتج النهائي. كما أنه كان «يراقب المنتج بشكل مهووس»، ويطلب «أن يتخذ حتى أصغر القرارات اللازمة». وقد تزايد الإحباط بسبب ما بدا للعاملين في Lab126 وكأنه ميزات غير ذات صلة مثل المنظور الديناميكي، على الرغم من أنهم استمروا في العمل على المشروع بسبب الأموال التي دفعها لهم جيف بيزوس.
وفي وقت لاحق، في عام 2012، زعمت صحيفة وول ستريت جورنال أن أمازون كانت تختبر هاتفًا ذكيًا بشاشة حجمها بين أربع وخمس بوصات. كما ذكرت بلومبرج أن أمازون تتطلع إلى الاستحواذ على براءات الاختراع من أجل الدفاع ضد مزاعم الانتهاك المتعلقة باستخدام التكنولوجيا اللاسلكية للهاتف. زعم موقع ذا فيرج أن «مصادر متعددة» أكدت وجود هاتف أمازون وسيتم الإعلان عنه جنبًا إلى جنب مع كيندل فاير وكيندل بيبر وايت المحدثين في سبتمبر.
في عام 2013، زعمت التقارير أن أمازون ستتعاون مع إتش تي سي لإنشاء «هاتف كيندل» والذي سيكون مجانيًا مع عضوية أمازون برايم. ونفت أمازون هذه الشائعات، مؤكدة أن الشركة «لن تطلق هاتفًا هذا العام» وإذا فعلت ذلك، «فلن يكون مجانيًا». واستمرت في تطوير هاتفها مع نفي مثل هذه الشائعات، وبحلول عام 2013، انقسمت إلى مشروعين: «دوك» و«أوتوس». كان من المفترض أن يكون «دوك» هو الجهاز الأعلى مستوى في محفظته، في حين كان من المفترض أن يكون أوتوس بمثابة بديل منخفض التكلفة أو مجاني (لأعضاء أمازون برايم) لدوك. أعاد جيف بيزوس النظر في الأمر لاحقًا، معتقدًا أن الهاتف الوحيد الذي يمكنه تمييز نفسه، يمكنه المنافسة ضد مصنعي الهواتف الراسخين مثل أبل، وأن الهاتف منخفض التكلفة والبسيط من شأنه أن يضر بعلامة أمازون التجارية. على الرغم من أن العديد من الشائعات لم تكن دقيقة، إلا أن العديد من المواصفات النهائية، واستخدام تقنية الأبعاد الثلاثية، وتاريخ الإصدار تم الإبلاغ عنها بشكل صحيح.

### الإصدار
تم تقديم الهاتف في سياتل في مسرح فريمونت، في حدث صحفي عقده الرئيس التنفيذي لشركة أمازون، جيف بيزوس. كعرض ترويجي لفترة محدودة، عُرض على المشترين عام من أمازون برايم و1000 عملة أمازون عند شراء هاتف فاير فون. تم تسعير هاتف فاير فون من أمازون بمبلغ 199 دولارًا للإصدار 32 إصدار ج/ب بسعر 299 دولارًا للإصدار 64 إصدار ج/ب على إيه تي & تي (مع عقد لمدة عامين). يضع نطاق التسعير هذا الهاتف على نفس مستوى المنافسة مع الهواتف الذكية الرائدة التي تعمل بنظام أندرويد وأبل. بعد ستة أسابيع من طرح الهاتف في السوق، تم تخفيض سعره مع عقد لمدة عامين من 199 دولارًا إلى 0.99 دولارًا، كما انخفض السعر خارج العقد من 650 دولارًا إلى 449 دولارًا. في نوفمبر 2014 انخفض سعر الإصدار غير المؤمَّن إلى 199 دولارًا أمريكيًا ثم انخفض إلى 179 دولارًا أمريكيًا في أبريل 2015. وبعد انخفاض السعر مرة أخرى إلى 130 دولارًا في أغسطس 2015، تم إدراج الجهاز في النهاية على أنه غير متوفر على موقع أمازون. في 27 أغسطس 2015، أفاد موقع «فاندرويد» أن أمازون أوقفت إنتاج هاتف فاير فون.

## المواصفات

### العتاد
يستخدم هاتف فاير فون شاشة تعمل باللمس آي بي إس [الإنجليزية] إل سي دي مقاس 4.7 بوصة محمية بطبقة زجاج غوريلا 3 مع كثافة بكسل [الإنجليزية] تبلغ 315 نقطة في البوصة. ويحتوي الجزء الأمامي منه على شاشة وزر رئيسي مستطيل الشكل أسفل الشاشة. يحتوي الجزء الخلفي المصنوع من نفس زجاج زجاج الغوريلا على الكاميرا وفلاش إل إي دي والميكروفون الثانوي. جوانب الهاتف مصنوعة من البلاستيك الناعم الملمس. في الجزء العلوي من الهاتف يوجد زر القفل/الطاقة ومقبس 3.5 ملم لسماعات الرأس. يحتوي الجانب الأيسر للجهاز على 3 أزرار مصنوعة من الألومنيوم المؤكسد: زرين للتحكم في الصوت وزر اختصار الكاميرا. عند الضغط على زر الكاميرا، يتم فتح تطبيق الكاميرا؛ وعند الضغط عليه باستمرار، يتم فتح فايرفلاي. يحتوي الجزء السفلي من الهاتف على الميكروفون الأساسي ومنفذ موصل مايكرو يو إس بي [الإنجليزية] ومكبرات صوت ستيريو مزدوجة مع معالجة صوت دولبي ديجيتال.
يستخدم الهاتف شريحة سناب دراغون 800 مقترنة بمعالج رسوميات أدرينو 330 و2 جيجا بايت من ذاكرة الوصول العشوائي (RAM). سعة التخزين الداخلية غير قابلة للتوسيع، مع خيارات تصل إلى 32 جيجا بايت أو 64 المملكة المتحدة. الكاميرا الخلفية هي 13 مستشعر CMOS بدقة 1080 بكسل مع عدسة ذات فتحة واسعة f/2.0 بخمسة عناصر مع أو آي إس [الإنجليزية]. البطارية غير قابلة للإزالة وسعة البطارية 2400 مللي أمبير في الساعة؛ تدعي أمازون أن هذا يوفر ما يصل إلى 22 ساعة من وقت التحدث وما يصل إلى 85 ساعة من وقت الاستعداد.
استخدمت مجموعة كاميرات «المنظور الديناميكي» لتتبع الرأس مجموعة من أربع كاميرات ذات زاوية واسعة منخفضة الدقة (120 درجة) ومصابيح الأشعة تحت الحمراء، متزامنة مع مصراع الكاميرا العالمي. تم تنفيذ خوارزميات الرؤية الحاسوبية على معالج مخصص منخفض الطاقة.
وفقًا لموقع آيفكست لتفكيك المنتجات، فإن قائمة المواد الخاصة بهاتف فاير فون تقدر بحوالي 205 دولارًا أمريكيًا؛ وهذا الرقم أعلى من سعر هاتف آيفون 5 إس ولكنه أقل من سعر هاتف سامسونج جالكسي إس 5.

### الملحقات
يأتي الهاتف مع سماعات أذن تدعي أمازون أنها «خالية من التشابك»؛ حيث يمكن ربط أطراف سماعات الأذن ببعضها البعض مغناطيسيًا، كما تحتوي على كابل مسطح لتقليل التشابك. يمكن شراء سماعات الأذن هذه بشكل منفصل كملحق مستقل. يتضمن الهاتف أيضًا كابل USB ومحول الطاقة، بالإضافة إلى دليل البدء السريع. يتوفر الهاتف باللون الأسود فقط، ولكن يمكن شراء الأغطية الأصلية باللون الأسود/الكايين أو باللون الأسود/الكايين/الليمون/الأزرق/الملكي من البولي يوريثين.

### نظام التشغيل والبرمجيات
على غرار أجهزة كيندل فاير اللوحية، يستخدم هاتف فاير فون إصدارًا متشعبًا من نظام التشغيل أندرويد يسمى فاير أو إس. تم تحميل هاتف فاير فون مسبقًا بإصدار 3.5 من نظام التشغيل فاير أو إس، والذي يعتمد على نظام التشغيل أندرويد 4.2 جيلي بين. يستبدل الشوكة واجهة المستخدم الافتراضية الخاصة بشركة جوجل بدائرة عرض للمحتوى والتطبيقات التي تم الوصول إليها مؤخرًا (تسمى «دائرة عرض الصفحة الرئيسية»)، كما تعمل أيضًا على الترويج للخدمات المتنوعة التي تقدمها أمازون. الميزة الجديدة التي تم تقديمها مع هاتف فاير فون هي وجود «أدوات نشطة»، وهي أدوات أسفل الرمز تعرض النشاط الأخير و/أو المعلومات حول التطبيق. تتضمن التطبيقات المحملة مسبقًا على هاتف فاير فون متجر تطبيقات أمازون، وأمازون برايم فيديو، وأمازون ميوزك، ومتصفح سيلك من أمازون، والكتب الصوتية أوديبل. على الرغم من أن الهاتف يستخدم نظام التشغيل أندرويد، إلا أنه لا يحتوي على متجر جوجل بلاي مثبتًا مسبقًا. اعتبارًا من فاير أو إس 3.6.8، أصبح من الممكن بسهولة تحميل جوجل بلاي وخدمات جوجل. جلب التحديث فاير أو إس 3.5.1 التبديل السريع بين التطبيقات (المسمى «التبديل السريع» والذي يمكن الوصول إليه عن طريق النقر مرتين على زر الصفحة الرئيسية)، والمجلدات (المسمى «مجموعات شبكة التطبيقات»)، وتثبيت التطبيقات على الشاشة الرئيسية، وتحسين إمكانيات التقاط الصور، وإرسال مقاطع فيديو عالية الدقة عبر رسائل الوسائط المتعددة، وتحسين عمر البطارية.
كما تم تقديم تصميم بثلاث لوحات للتطبيقات مع هاتف فاير فون: اللوحة الموجودة في أقصى اليسار تعرض الإعدادات، واللوحة المركزية هي الشاشة الرئيسية للتطبيقات، واللوحة الموجودة في أقصى اليمين تُستخدم لـ«المسرات» – الميزات الخاصة بالتطبيق. كان المثال المقدم في المؤتمر الصحفي هو تطبيق الموسيقى: تعرض اللوحة الرئيسية الموسيقى التي يتم تشغيلها، وتُظهر اللوحة اليسرى التنقل والإعدادات، وتُظهر اللوحة اليمنى «متعة» كلمات الأغاني الحية.
باستخدام الكاميرات الأمامية الأربع ومستشعر الجيروسكوب، يوفر هاتف فاير فون اختصارات بناءً على اتجاه الجهاز. يتم تسويقه باعتباره «منظورًا ديناميكيًا» مع إجراءات مثل الإمالة والدوران، وبيك، فهي تسمح للمستخدم بالتنقل بين القوائم/الوصول إلى الاختصارات، وعرض الإشعارات، والكشف عن الإجراءات السريعة على التوالي. يتيح هذا أيضًا للمستخدم التمرير عبر صفحة ويب أو قلب صفحة في كتاب عن طريق إمالة الهاتف.
يتم نسخ الصور الملتقطة بهاتف فاير فون احتياطيًا تلقائيًا إلى أمازون كلاود درايف [الإنجليزية]؛ حيث تقدم أمازون مساحة تخزين غير محدودة للصور لهذا الجهاز.
كما أن مايداي وفايرفلاي هما أيضًا نقاط بيع الهاتف. مايداي هي خدمة دعم عملاء مجانية على مدار 24 ساعة لمستخدمي أجهزة أمازون، مما يسمح لخدمة العملاء بالوصول إلى الجهاز لإظهار وظائف معينة للمستخدم في جهازه. يستخدم فايرفلاي الكاميرا والميكروفون لتحديد العناصر التي يمكن شراؤها من أمازون (مثل الوسائط) أو لمسح المعلومات المفيدة (مثل العناوين وأرقام الهواتف). أضاف التحديث القدرة على ترجمة النصوص، بالإضافة إلى تحديد القطع الفنية الشهيرة.
يمكن لهاتف فاير فون أيضًا إرسال شاشته إلى أي جهاز يدعم ميراكاست [الإنجليزية]، بما في ذلك فاير تي في، أو إكس بوكس، أو سوني بلاي ستيشن 3 / 4، أو أجهزة تلفزيون سامسونج الذكية المحددة. ويمكنه أيضًا أن يعمل كشاشة ثانية.

## الاستقبال

### الاستقبال النقدي
كان الاستقبال لهاتف فاير فون مختلطًا. على الرغم من أن المراجعين وجدوا أن ميزات فايرفلاي والمنظور الديناميكي تشكل عوامل تمييز مهمة، فقد لاحظوا أيضًا العديد من العيوب. تتضمن هذه العيوب المواصفات الفنية لمستوى 2013 (بما في ذلك عدم وجود بلوتوث منخفض الطاقة)، ونظام التشغيل غير المتطور، وسعره المرتفع، وحصرية الجهاز على شبكة إيه تي & تي. كما تلقى الجهاز استقبالًا متوسطًا: فبينما أحب البعض التصميم، أبدى آخرون قلقهم بشأن متانة الزجاج بالإضافة إلى السُمك والوزن. ومع ذلك، فقد حظيت سماعات الرأس باستقبال جيد من قبل أحد المراجعين على الأقل من موقع جزمودو، والذي قال إن «جميع سماعات الرأس الرخيصة يجب أن تكون رائعة على الأقل بهذا القدر».
صرح براد مولين من إنغادجيت، «على الرغم من أن هاتف أمازون الأول ليس سيئًا في حد ذاته، إلا أن هناك حافزًا ضئيلًا لتغيير شركات الاتصالات أو المنصات لشرائه. إن ميزاته الفريدة لا توفر فائدة كافية، وتأتي على حساب عمر البطارية والأداء». كما انتقدوا «النظام البيئي المحدود [لأمازون]»، بما في ذلك عدم وجود تطبيقات مستخدمة بشكل متكرر متاحة على منصات أخرى. أعطى المراجع الهاتف تقييمًا نهائيًا بلغ 70 من 100.
أعرب والت موسبرغ من موقع إعادة/ترميز عن رأيه بأن هاتف فاير فون «مناسب تمامًا للأشخاص الذين استثمروا بكثافة في النظام البيئي للشركة... ولكن لكي تتفوق أمازون على أبل وسامسونج، يتعين عليها أن تفعل ما هو أفضل».
أعطى ديفيد بيرس من ذا فيرج الهاتف 5.9 من 10؛ وعلى الرغم من الإشادة بقدرات الهاتف على التقاط الصور، وعمر البطارية «القوي»، و«الأفكار الرائعة مثل المنظور الديناميكي وفايرفلاي»، فإن العيوب الرئيسية شملت الواجهة المربكة، والتصميم الباهت، ودقة فايرفلاي الضعيفة، والطابع التجاري للهاتف. واختتم حديثه قائلاً: «إن الهاتف الذكي الأول من أمازون هو عبارة عن سلسلة من الأفكار المثيرة للاهتمام في حزمة... أقل بكثير من مجموع أجزائها.»
شبّه فرهاد مانجو من صحيفة نيويورك تايمز الهاتف بـ«منزل السيد باين الأرجواني» (حيث يطلي الشخصية التي تحمل الاسم منزله باللون الأرجواني ليتميز عن الآخرين)، قائلاً: «لقد بنت أمازون منزلًا أبيضًا جميلًا ومتينًا وبسيطًا. ستحب العيش فيه، إذا استطعت تجاهل كل اللون الأرجواني». يُشير هذا إلى «الميزات السطحية» لهاتف فاير، «الناشئة عن نفس الدافع السطحي»، بما في ذلك المنظور الديناميكي. كما انتقد مظهر الهاتف، قائلاً إنه «يبدو أشبه بنموذج أولي منه بمنتج نهائي». وعلى عكس ذا فيرج، رأت صحيفة نيويورك تايمز أن واجهة الاستخدام «سهلة الاستخدام نسبيًا».
وأشاد جيفري فاولر من صحيفة وول ستريت جورنال بأمازون «لمحاولتها تحقيق اختراقات قد تعطل الشركات العملاقة»، قائلا إن سوق الهواتف الذكية بحاجة إلى أفكار جديدة. ومع ذلك، قارن المراجع ميزات الهاتف بـ«ما يعادل طفل يبلغ من العمر 9 سنوات يركب دراجة ويرفع يديه في الهواء» – وهي حيل لا تستخدم كثيرًا في العالم الحقيقي. وذكر أيضًا أن البطارية لم تدوم يومًا كاملاً، وهي «خطيئة هاتفية جسيمة».
كتب زاك ويتاكر من زد نت أن هاتف فاير فون يمكن وصفه بطريقتين: فهو يسبب دوار الحركة، أو جهازًا بسيطًا في أفضل الأحوال، ولكنه يتمتع بإمكانات كبيرة. وعلى عكس المراجعين الآخرين، فقد شعر بأن الهاتف «مصمم بشكل جميل» و«أسهل في الإمساك به». ومن ناحية أخرى، كان المنظور الديناميكي يسبب له دوار الحركة ويجعل النص أكثر صعوبة للقراءة. وخلص إلى أن هاتف فاير فون يتمتع بأجهزة قوية، لكن البرنامج خذله. صرّح جيمس كندريك، أحد مؤلفي زد نت، بأن «ميزة نظام فاير أو إس التي تجعل استخدام الأجهزة ممتعًا للغاية هي دائرة الخيارات الكبيرة أعلى الشاشة الرئيسية (..) يشبه نظام فاير أو إس نظام آي أو إس من ناحية، إذ يُخفي قوة نظام التشغيل تحت الغطاء. أما ما يُكشف فهو الجزء من نظام التشغيل الذي يجعل جهاز أمازون مريحًا وسهل الاستخدام. (..) لهذا السبب، يُعد نظام فاير أو إس أفضل من أندرويد بالنسبة لغالبية مستخدمي الهواتف الذكية والأجهزة اللوحية.»
تم تصنيف هاتف فاير فون على أنه الهاتف الأكثر تلويثًا من قبل منظمة السلام الأخضر، التي تزعم أن خوادم أمازون تعمل بمصادر طاقة غير متجددة. تنفي شركة أمازون هذه الادعاءات، وتعتبر بيانات منظمة السلام الأخضر غير صحيحة ومضللة.[لماذا؟] وقد أدى هذا إلى ترك عدد كبير من المراجعات ذات النجمة الواحدة على موقع أمازون، كشكل من أشكال الاحتجاج من جانب نشطاء منظمة السلام الأخضر و/أو مؤيديها.
صرح ناقد التكنولوجيا وشخصية الإنترنت ماركيز براونلي في مقطع الفيديو الخاص به لجوائز الهواتف الذكية أن هاتف فاير فون كان «الأسوأ على الإطلاق»، قائلاً؛ «... لم يكن هاتفًا جيدًا بأي حال من الأحوال، ولم يكن هناك سبب حقيقي يدفع الناس إلى شرائه (..) لم يكن لديه أي شيء مميز حقًا.»
عندما سُئل عن الفشل الملحوظ لهاتف فاير فون خلال مؤتمر إجنشن الذي نظمته بيزنس إنسايدر في عام 2014، دافع جيف بيزوس عن المنتج، قائلاً إنه كان «رهانًا جريئًا»، وكان على شركته أن تقبل مثل هذه الرهانات من أجل البقاء. وتابع قائلاً إن الأمر «سيستغرق العديد من التكرارات» و«عددًا من السنوات» قبل الوصول إلى النتيجة الصحيحة، مقارنًا إياه بسلسلة كيندل من أجهزة القراءة الإلكترونية.

### الاستقبال التجاري
احتل هاتف فاير فون المركز الأول في قائمة «الأكثر مبيعًا» على موقع أمازون.com، قبل أن تنخفض المبيعات بشكل كبير بعد أسبوعين. انخفضت أسهم أمازون بنسبة 10% في 24 يوليو 2014، قبل يوم واحد من إطلاقها على إيه تي & تي، بسبب الخسائر المتزايدة التي تكبدتها بسبب تطوير هاتف فاير فون. في 25 يوليو 2014، أفادت العديد من متاجر إيه تي & تي عن مبيعات قليلة أو معدومة، على الرغم من أن العديد من المتاجر شهدت زيادة في حركة المشاة والاهتمام بهاتف فاير فون. ولم تعلن أمازون بعد عن أرقام المبيعات الرسمية للجهاز.
وبحسب شركة «تشيتيكا إنسايتس» للإعلانات، فإنه من خلال تحليل مرات ظهور الإعلانات في الفترة من 25 يوليو/تموز إلى 14 أغسطس/آب 2014 (بعد 20 يوماً من إطلاق الجهاز)، شكل هاتف «فاير فون» ما يقرب من 0.02% من سوق الهواتف الذكية في الولايات المتحدة وكندا. ظلت حصة استخدام الجهاز «ثابتة ولكنها ثابتة نسبيًا». وقد قامت صحيفة الجارديان في وقت لاحق باستقراء الأمر استنادًا إلى بيانات من كوم سكور وشيتيكا، مدعية أنه لم يتم بيع أكثر من 35000 هاتف فاير في أول 20 يومًا. في سبتمبر 2014، ذكرت صحيفة نيويورك تايمز أن المبيعات كانت «هزيلة»، وأن «المحللين يقولون إن أمازون باعت فقط بضع عشرات الآلافس من هواتف فاير.
في أكتوبر 2014، أثناء الإعلان عن النتائج المالية للربع الثالث، صرحت أمازون أنها تكبدت خسارة قدرها 170 مليون دولار بسبب التكاليف المرتبطة بهاتف فاير فون وكان لديها هواتف فاير فونs بقيمة تزيد عن 83 مليون دولار في المخزون، لكنها رفضت التعليق على كيفية تأثير ذلك على التوقعات للربع الرابع. أشار المدير المالي للشركة توم سزكوتاك [الإنجليزية] إلى أن استراتيجية التسعير التي كانت مرتفعة للغاية في البداية كانت السبب في ضعف استقبال المستهلكين للمنتج.

## النماذج
| الجيل (داخل هواتف فاير) | الجيل (داخل هواتف فاير) | الجيل الأول (2014)                                                             |
| الطراز                  | الطراز                  | فاير فون                                                                       |
| ----------------------- | ----------------------- | ------------------------------------------------------------------------------ |
| تاربخ الإصدار           | تاربخ الإصدار           | يوليو 2014                                                                     |
| الوضع                   | الوضع                   | متوقف                                                                          |
| نظام التشغيل            | نظام التشغيل            | فاير أو إس 3.5، تم تحديثه لاحقًا إلى فاير أو إس 4                               |
| إصدار النظام            | إصدار النظام            | 4.6.6.1                                                                        |
| الشاشة                  | الحجم (قُطري)            | 4.7 بوصة (12 سـم)                                                              |
| الشاشة                  | الدقة                   | 1280 × 720                                                                     |
| الشاشة                  | الكثافة                 | 312 نقطة في البوصة                                                             |
| وحدة المعالجة المركزية  | الصانع                  | كوالكوم                                                                        |
| وحدة المعالجة المركزية  | النوع                   | معالج سنابدراغون رباعي النواة                                                  |
| وحدة المعالجة المركزية  | الطراز                  | 800                                                                            |
| وحدة المعالجة المركزية  | النوى                   | 4x كريت 400 @ 2.2 جيجاهرتز                                                     |
| وحدة المعالجة المركزية  | العرض                   | معمارية 32 بت                                                                  |
| وحدة معالجة الرسوميات   | المصمم                  | كوالكوم                                                                        |
| وحدة معالجة الرسوميات   | النوع                   | أدرينو                                                                         |
| وحدة معالجة الرسوميات   | الطراز                  | 330                                                                            |
| وحدة معالجة الرسوميات   | السرعة                  | 450 ميجا هرتز                                                                  |
| ذاكرة الوصول العشوائي   | ذاكرة الوصول العشوائي   | 2 جيجابايت                                                                     |
| التخزين                 | داخلي                   | 32 جيجابايت أو 64 جيجابايت                                                     |
| التخزين                 | خارجي                   | —                                                                              |
| الكاميرات               | خلف                     | 13 ميجابكسل                                                                    |
| الكاميرات               | أمام                    | 4x، 2.1 ميجا بكسل إجمالي                                                       |
| الميكروفونات            | الميكروفونات            | 3                                                                              |
| البلوثوت                | البلوثوت                | بلوتوث 4.0 (LE أيضًا) + إي دي آر                                                |
| لاسلكي                  | واي فاي                 | النطاق المزدوج 802.11 a/b/g/n/ac                                               |
| لاسلكي                  | الخلوي                  | 4 جي إل تي إي                                                                  |
| الموقع                  | الموقع                  | يعتمد على نظام تحديد المواقع العالمي (GPS)، وجي بي إس مساعد، وغلوناس، وواي فاي |
| القرب                   | القرب                   | نعم                                                                            |
| بوصلة                   |                         | نعم                                                                            |
| مستشعر ضوء              |                         | نعم                                                                            |
| مقياس تسارع             |                         | نعم                                                                            |
| جيروسكوب                |                         | نعم                                                                            |
| بارومتر                 |                         | نعم                                                                            |
| الوزن                   | الوزن                   | 160 جرامًا (5.64 أونصة)                                                         |
| الأبعاد                 | الأبعاد                 | 139.2 مـم × 66.5 مـم × 8.9 مـم (5.48 بوصة × 2.62 بوصة × 0.35 بوصة)             |
| البطارية                | البطارية                | 2400 مللي أمبير                                                                |

## وصلات خارجية
- الموقع الرسمي